# Amylaria himalayensis
Amylaria himalayensis är en svampart som beskrevs av Corner 1955. Amylaria himalayensis ingår i släktet Amylaria och familjen Bondarzewiaceae.   Inga underarter finns listade i Catalogue of Life.